# سارا هور
سارا هور (بالإنجليزية: Sarah Hoare)‏ (1777، برستل في المملكة المتحدة - 1856، باث في المملكة المتحدة)؛ شاعرة بريطانية.